# فلورينت بالمونت
فلورينت بالمونت (بالفرنسية: Florent Balmont) (2 فبراير 1980 في ليون) لاعب كرة قدم فرنسي يلعب حاليا في نادي الدرجة الأولى ليل الفرنسي في خط الوسط .
بدأ مسيرته الرياضية في نادي ليون سنة 1997 وتم تصعيده إلى الفريق الأول في سنة 2002 حيث ساهم في الفوز ببطولة دوري الدرجة الأولى موسم 2002-2003 ثم انتقل إلى نادي تولوز معارا في موسم 2003-2004 . في صيف سنة 2004 انتقل إلى نادي نيس وبعد 4 سنوات انتقل إلى نادي ليل .

## روابط خارجية
- فلورينت بالمونت على موقع رابطة كرة القدم الفرنسية للمحترفين (الإنجليزية)
- فلورينت بالمونت على موقع إي إس بي إن إف سي (الإنجليزية)
- فلورينت بالمونت على موقع قاعدة بيانات كرة القدم.إي يو (الإنجليزية)
- فلورينت بالمونت على موقع ليكيب (الفرنسية)
- فلورينت بالمونت على موقع Soccerway.com (الإنجليزية)
- فلورينت بالمونت على موقع عالم كرة القدم.نت (الإنجليزية)
- فلورينت بالمونت على موقع كووورة
- فلورينت بالمونت على موقع AS.com (الإسبانية)